# Křeč
Křeč (deutsch Kretsch) ist eine Gemeinde in Tschechien. Sie liegt 18 Kilometer östlich von Tábor und gehört zum Okres Pelhřimov.

## Geographie
Křeč befindet sich auf der Anhöhe Na Výhoně (658 m) in der Böhmisch-Mährischen Höhe. Nördlich liegt das Tal Josafatské údolí, im Osten erhebt sich der 739 m hohe Svidník. Die Schmalspurbahnstrecke Jindřichův Hradec–Obrataň führt östlich vorbei, die Bahnstation Křeč liegt jedoch bei Střítež.
Nachbarorte sind Údolí, Bezděčín und Sudkův Důl im Norden, Brná im Nordosten, Střítež im Osten, Černovice im Südosten, Svatá Anna im Süden, Chrbonín im Südwesten, Kozmice im Westen sowie Nové Dvory und Josafat im Nordwesten.

## Geschichte
Křeč wurde vermutlich im 12. Jahrhundert gegründet, an der Stelle der Kirche stand eine romanische Rotunde. Erstmals urkundlich erwähnt wurde das Dorf im Jahre 1358. Seit 1359 ist die Existenz der Burg Hrádek im Josafatský údolí belegt. 1363 verkauften die Herren von Neuhaus den Besitz an die Rosenberger. 1428 befand sich während der Hussitenkriege die Burg in den Händen von Ondřej von Nemyšl, welcher sich auch Ondřej von Hrádek nannte.
Am 19. August 1435 fand bei Křeč die letzte Schlacht der Hussitenkriege statt, in der Ulrich II. von Rosenberg die Taboriten schlug. Seit 1439 wurde die Burg Hrádek als wüst bezeichnet und später entstand an ihrer Stelle die Mühle Josafat.
1885 hatte der Ort 703 Einwohner und 1900 waren es genau 600.
1906 wurde die Schmalspurbahn nach Jindřichův Hradec eingeweiht. Anlässlich der 500. Wiederkehr der Schlacht bei Kretsch wurde 1935 ein Denkmal errichtet. In Křeč lebten 1952 401 Menschen.

## Gemeindegliederung
Für die Gemeinde Křeč sind keine Ortsteile ausgewiesen.

## Sehenswürdigkeiten
- Schmalspurbahn nach Jindřichův Hradec, Technisches Denkmal
- Kirche Jakobus des Älteren, erbaut um 1300
- Denkmal für die Schlacht von Křeč im Jahre 1435, geweiht am 22. September 1935
- Kirche der Hl. Anna in Svatá Anna, erbaut 1722 als Filialkirche von Křeč